# Vauxhall (Liverpool)
Vauxhall es un barrio situado en el centro de Liverpool, Inglaterra, Reino Unido. Limita con Kirkdale al norte, Everton al este y con los muelles del río Mersey al oeste.

## Geografía
Vauxhall pertenece al Ayuntamiento de Liverpool, situándose muy cerca de Kirkdale y del centro de Liverpool. Se encuentra en el condado metropolitano de Merseyside, dentro de la región noroeste de Inglaterra, en Reino Unido.
La zona de Vauxhall, es más conocida como la "carretera de Escocia" (Scotland Road), debido a la historia de la carretera escocesa que la atraviesa.
Este barrio cuenta con el periódico británico más longevo de la historia, llamado: Scottie Press.
En 2008, Liverpool, la ciudad a la que pertenece, fue nombrada Capital Europea de la Cultura. En enero de este mismo año, Liverpool no quiso olvidarse de Vauxhall, recuperando una de las fiestas más conocidas de la zona para los Scottie Roaders.
Aunque es muy conocido por su historia, por desgracia los medios suelen confundirlo normalmente con Kirkdale o Everton, al ser más grandes. En una renovación de los carteles de la zona, el Ayuntamiento de Liverpool presentaba a Vauxhall como Everton, aunque durante las semanas siguientes se corrigieron para indicar la información correcta.
Al sur de Vauxhall, se encuentra la Universidad John Moores de Liverpool (Liverpool John Moores University), en Byrom Street. Su localización ha variado bastante durante los últimos tiempos, debido a las remodelaciones que se han ido haciendo en la zona con los años.

## Política
Esta zona, ha pertenecido a los siguientes parlamentos constitucionales:
- Liverpool Scotland (1885-1974)
- Liverpool Scotland Exchange (1974-1983)
- Liverpool Riverside (1983-presente)

Miembros del parlamento desde 1885:
| Elecciones | Miembro         | Partido político              |
| ---------- | --------------- | ----------------------------- |
| 1997       | Louise Ellman   | Labour Co-op                  |
| 1974       | Robert Parry    | Labour                        |
| 1971       | Frank Marsden   | Labour                        |
| 1964       | Walter Alldritt | Labour                        |
| 1929       | David Logan     | Labour                        |
| 1985       | T.P. O'Connor   | Partido Nacionalista Irlandés |

## Personalidades
- David Logan
- Tom Baker
- Cilla Black
- Padre Tom Williams
- Robert Parry
- Johhny Morrissey
- James Nugent
- Jimmy Melia
- Bobby Campbell
- Jackie Hamilton
- Laurie Carberry
- Thomas Cecil Gray
- James William Carling